# Августа Великобританская
Августа Фридерика Луиза Великобританская (Августа Ганноверская) (нем. Augusta Friederike Luise von Hannover; 31 июля 1737, Лондон — 23 марта 1813, Лондон или Гринвич, Кент) — принцесса Великобритании, с 1773 по 1807 годы герцогиня Брауншвейг-Люнебургская и княгиня Брауншвейг-Вольфенбюттельская.
Вышла замуж за наследного принца Брауншвейга Карла Вильгельма Фердинанда и переехала из Лондона в Брауншвейг. Супруг Августы велел возвести для неё замок Ричмонд, ставший её основной резиденцией с 1768 года. После смерти мужа и оккупации Брауншвейга французами уехала в Англию и провела последние годы жизни со своей дочерью Каролиной Брауншвейгской в Лондоне.

## Биография

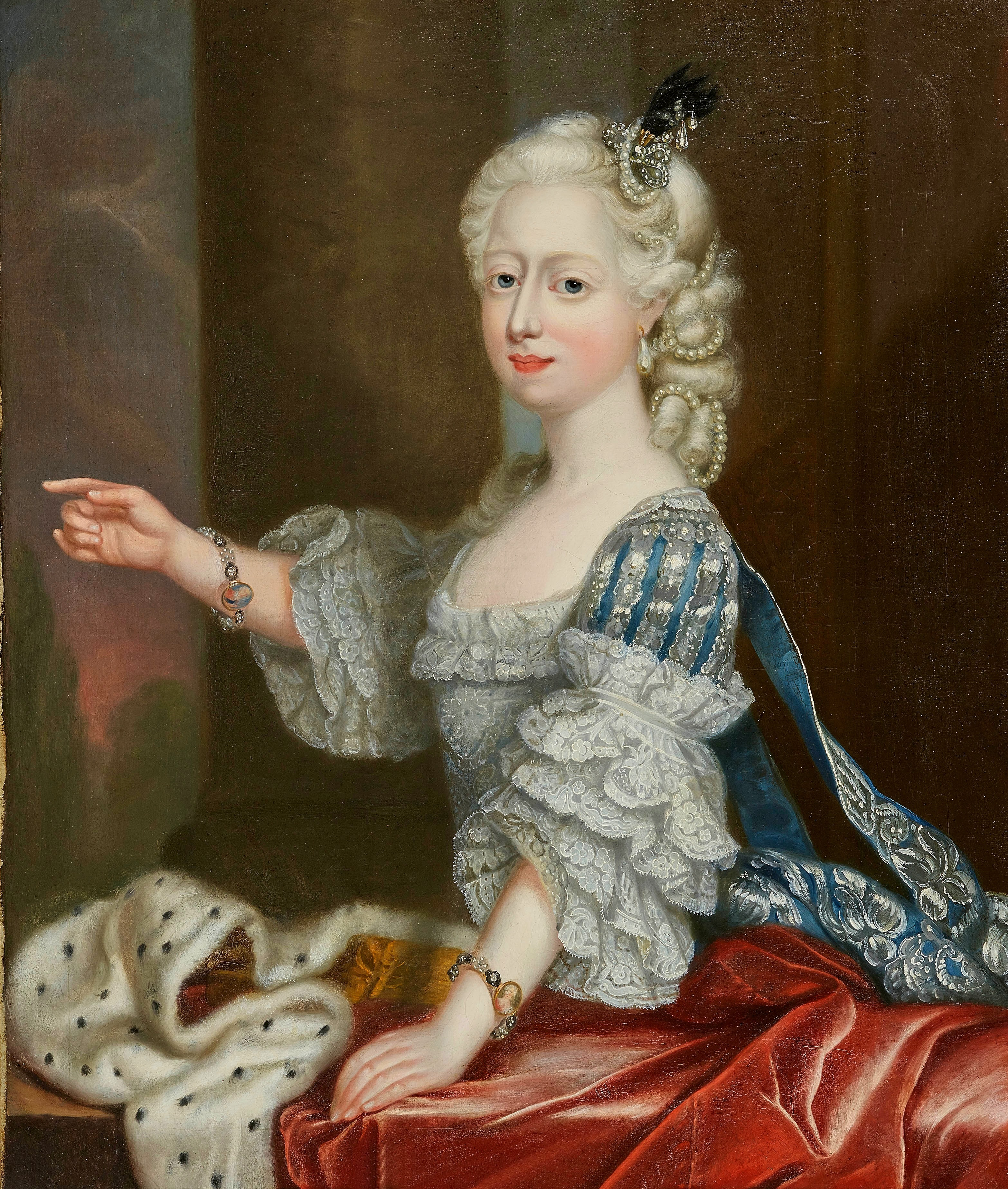
Августа Великобританская на портрете неизвестного художника. Около 1763 г.

Старшая дочь принца Уэльского Фредерика и его супруги Августы Саксен-Готской Августа родилась в Сент-Джеймсском дворце. Помимо Августы в семье наследника английского престола родилось ещё семеро детей. Отец Августы находился в постоянном конфликте со своими родителями, поэтому у Августы не было возможности познакомиться со своими дедушкой и бабушкой. Её родители избегали любых контактов со двором в Виндзоре, а королевская чета заявляла о нежелательности любых контактов с их старшим сыном и его семьёй. Августа Великобританская выросла в родительском доме в Кью и получила разностороннее и основательное образование вместе со своим братом Георгом. Помимо истории и литературы она изучала иностранные языки (французский и итальянский).
Родители Августы давно подумывали о том, чтобы выдать дочь замуж в Брауншвейг-Люнебург, но серьёзные действия в этом направлении последовали лишь в 1761 году. Первая дочь принца Уэльского получила приданое в размере 30 тысяч фунтов стерлингов и ежегодную ренту в размере 8 000 фунтов стерлингов. Эти деньги пришлись очень вовремя в пустую казну Брауншвейгского княжества.
Августа и Карл Вильгельм Фердинанд, заключившие исключительно династический брак, хотя и соблюдали все положенные приличия, но не испытывали друг к другу интереса. Даже две официальные любовницы мужа Мария Антония фон Бранкони и Луиза фон Гертефельд не вызывали у Августы никаких эмоций. Столь же холодно Августа относилась и к детям. Лишь в последние годы жизни в Лондоне у неё наладились отношения с дочерью Каролиной. Безучастность Августы к событиям в самом ближайшем своём окружении истолковывалась современниками как высокомерие и являлась поводом для слухов о её супружеской измене.
После церемонии бракосочетания в Королевской часовне Сент-Джеймсского дворца молодожёны отправились в Брауншвейг и поселились в местном дворце, который Августе не понравился и показался слишком простым. Своего первенца Августа поехала рожать в привычный Лондон. Но и в декабре 1764 года, после рождения дочери, наречённой также Августой, принцесса осталась в Англии. Её супруг разрывался между Лондоном и Брауншвейгом и приобрёл за это время земельный участок на горе Цуккерберг к югу от Брауншвейга под новый комфортабельный замок, соответствующий запросам супруги. Строительство замка было поручено архитектору Карлу Кристофу Вильгельму Флейшеру. Дворец был назван Ричмондом в честь района в Лондоне.
Августа вернулась в Брауншвейг, но там она по-прежнему находилась в тени своей свекрови Филиппины Шарлотты Прусской. Августа въехала в новый замок сразу, как только он был готов.
После рождения третьего больного сына Августа в 1770 году на Августу посыпались упрёки. Отношение к Августе населения Брауншвейга было испорчено разнообразными распространяемыми при дворе слухами.

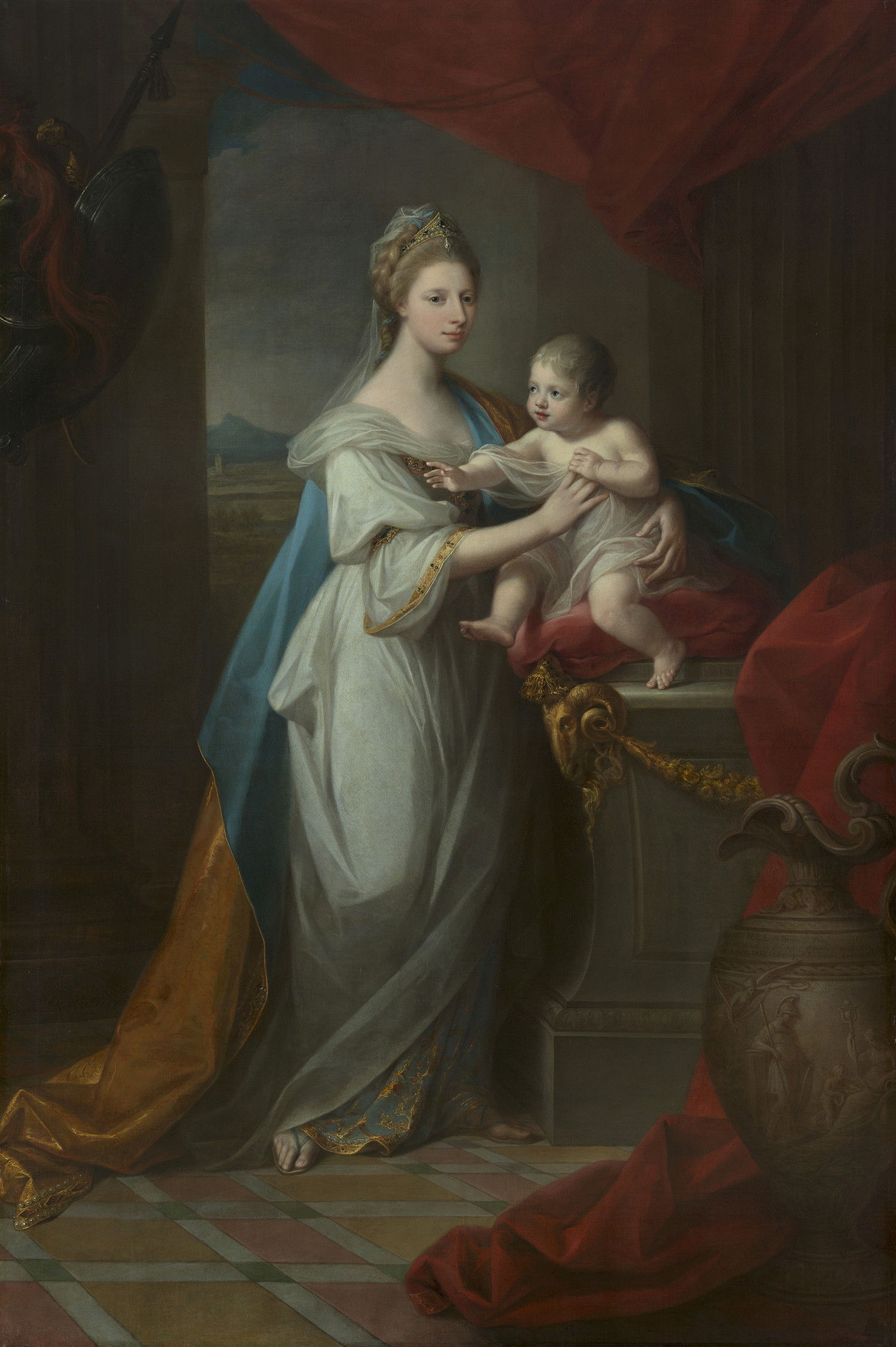
Ангелика Кауфман. Августа с первенцем Карлом Георгом Августом. 1767 г.

После ранней смерти своего последнего ребёнка Амелии Августа полностью отдалилась от придворной жизни. Всё изменилось, когда её муж наследовал престол в 1773 году. Его мать, вдова старого герцога Филиппина Шарлотта покинула герцогскую резиденцию, а на Августу легли многочисленные представительские обязанности.
14 октября 1806 года в битве при Йене и Ауэрштедте Карл Вильгельм Фердинанд получил тяжёлую травму головы и умер спустя месяц. Августа бежала от французских войск, оккупировавших Брауншвейг, в Англию. Её брат, король Георг III, предоставил ей резиденцию в Лондоне недалеко от дома, где проживала её дочь Каролина.
Августа умерла в марте 1813 года от последствий гриппа и была похоронена в королевской усыпальнице в часовне Святого Георгия в Виндзорском замке.

## Семья
В браке с Карлом Вильгельмом Фердинандом родилось семеро детей:
- Августа Каролина Фредерика (1764—1788), супруга Фридриха Вюртембергского;
- Карл Георг Август (1766—1806);
- Каролина Амалия (1768—1821), супруга короля Великобритании Георга IV;
- Георг Вильгельм Христиан (1769—1811);
- Август (1770—1822);
- Фридрих Вильгельм (1771—16 июня 1815), убит в битве при Катр-Бра;
- Амелия Каролина Доротея Луиза (1772—1773).

Первенец Карл Георг Август родился почти слепым, как и его младшие братья Георг Вильгельм Кристиан и Август, но в отличие от них он не страдал серьёзными пороками умственного развития, а был лишь умственно отсталым. Вследствие своего физического и умственного развития первые трое сыновей не могли наследовать своему отцу. Лишь младший сын Фридрих Вильгельм оказался здоровым физически и умственно, хотя отличался неукротимым нравом, не останавливавшимся ни перед какими преградами. У дочерей Августы не наблюдалось никаких отклонений от нормы в физическом и психическом состоянии.